# Brian Johnson (lekkoatleta)
Brian Johnson (ur. 5 marca 1980) – amerykański lekkoatleta, skoczek w dal.

## Osiągnięcia
- 7. miejsce podczas halowych mistrzostw świata (Moskwa 2006)
- 6. miejsce na pucharze świata (Ateny 2006)
- 2. lokata podczas światowego finału IAAF (Stuttgart 2007)
- 9. miejsce w mistrzostwach świata (Berlin 2009)
- złoty medalista mistrzostw kraju oraz mistrzostw NCAA

W 2008 Johnson reprezentował USA na igrzyskach olimpijskich w Pekinie. 22. miejsce w eliminacjach nie dało mu awansu do finału.

## Rekordy życiowe
- skok w dal – 8,33 (2005 & 2006)[1]
- skok w dal (hala) – 8,28 (2003)
- bieg na 100 metrów – 10,24 (2002)
- bieg na 200 metrów – 20,65 (2003)